# THE IDOLM@STER LIVE THE@TER DREAMERS 05
《THE IDOLM@STER LIVE THE@TER DREAMERS 05》，是Lantis於2016年1月27日發售的一張《偶像大師 百萬人演唱會！》系列角色歌曲專輯，簡稱「LTD05」。

## 概要
《THE IDOLM@STER LIVE THE@TER DREAMERS》系列專輯之一。收錄了社群遊戲《偶像大師 百萬人演唱會！》中10位偶像合唱的樂曲《Dreaming!》、10人分為5組演唱的5首二重唱樂曲、以及迷你廣播劇的專輯，於2015年12月3日公佈。迷你廣播劇講述的是以之後在2016年3月13日-3月14日舉辦的演唱會「THE IDOLM@STER MILLION LIVE! 3rd LIVE TOUR BELIEVE MY DRE@M!!」大阪公演為背景的故事，但參演聲優有所不同。2016年2月27日，在東京新宿BLAZE舉辦了LTD05發售紀念活動。

## 收錄曲目
初次收錄的曲目以粗體字表示。「Solo部分」皆為《THE IDOLM@STER LIVE THE@TER SOLO COLLECTION》系列專輯中演唱Solo版本樂曲的偶像。
1. 765PRO LIVE THE@TER
2. 765PRO LIVE THE@TER
3. Dreaming!
歌：木下日向（田村奈央）、四條貴音（原由實）、豐川風花（末柄里惠）、野野原茜（小笠原早紀）、雙海亞美（下田麻美）、松田亞利沙（村川梨衣）、三浦梓（高橋智秋）、百瀨莉緒（山口立花子）、橫山奈緒（渡部優衣）、露可（中村溫姬）
作詞：真崎繪里香、作曲：BNSI（佐藤貴文）、編曲：Arte Refact
4. "Your" HOME TOWN
演唱：木下日向（田村奈央）、雙海亞美（下田麻美）
作詞：松井洋平、作曲：AstroNoteS、編曲：AstroNoteS
Solo部分：木下日向、雙海亞美
5. fruity love
演唱：野野原茜（小笠原早紀）、露可（中村溫姬）
作詞：、作曲：、編曲：高橋修平
Solo部分：露可、野野原茜
6. 765PRO LIVE THE@TER
7. 
演唱：松田亞利沙（村川梨衣）、橫山奈緒（渡部優衣）
作詞：松井洋平、作曲：板垣祐介、編曲：板垣祐介
Solo部分：橫山奈緒、松田亞利沙
8. 
演唱：四條貴音（原由實）、豐川風花（末柄里惠）
作詞：KOH、作曲：KOH、編曲：KOH
Solo部分：豐川風花、四條貴音
9. 
演唱：三浦梓（高橋智秋）、百瀨莉緒（山口立花子）
作詞：藤本記子、作曲：藤本記子、編曲：福富雅之
Solo部分：百瀨莉緒、三浦梓
10. 765PRO LIVE THE@TER